# Za Mosty
Za Mosty je ulice v katastrálním území Hrdlořezy a Hloubětín na Praze 9, která spojuje ulici Českobrodskou s křižovatkou ulic Pokorného, Čelákovická a Celniční. Leží v lokalitě bývalých nouzových kolonií Před Mostem, Za Mostem a Za Horou. V západním hrdlořezském úseku do ní ústí na dvou místech ulice Před Mosty. Dále nad ní vede most železniční trati, která je hranicí mezi katastry. Ve východním hloubětínském úseku do ní ústí Jívová, Jasanová a Cedrová.
Vznikla po roce 1920 v souvislosti s výstavbou nouzových kolonií, avšak pojmenována byla až v roce 1952. Název pochází z polohy ulice za můstky přes říčku Rokytku.
Zástavbu tvoří přízemní a jednopatrové rodinné domy nebo rekreační objekty se zahradami. V blízkosti ulice je také hodně zeleně, především v hloubětínském úseku na sever od ulice k Rokytce. V Hloubětínském úseku je ulice jednosměrná západním směrem od ulice Pokorného (2018).

## Budovy a instituce
- Areál TJ Spartak Hrdlořezy – Břežanka, Před Mosty 1, severní strana hrdlořezského úseku směrem k Rokytce. Ve sportovním areálu se nachází fotbalové travnaté hřiště, oplocený venkovní kurt (11 x 22 m) pro míčové hry, dětské hřiště, tělocvična (11 x 22 m) a klubová restaurace Břežanka.[4]